# Tom Seaver
George Thomas Seaver, soprannominato "Tom Terrific" e "The Franchise" (Fresno, 17 novembre 1944 – Calistoga, 31 agosto 2020), è stato un giocatore di baseball statunitense di ruolo lanciatore nella Major League Baseball (MLB). È stato introdotto nella National Baseball Hall of Fame nel 1992.

## Biografia
Seaver giocò come professionista dal 1967 al 1986 per quattro differenti squadre, ma è noto principalmente per i suoi anni con i New York Mets. In vent'anni di carriera accumulò 311 vittorie, 3 640 strikeout, 61 shutout e una media PGL di 2.86. Nel 1992 fu introdotto nella Baseball Hall of Fame con l'allora percentuale più alta di tutti i tempi (98,84%; superata nel 2016 da Ken Griffey Jr. con 99,32%) ed è uno dei due giocatori (con Mike Piazza) ad essere riprodotto nel museo con la divisa dei New York Mets. Seaver, Mike Piazza e Gil Hodges sono stati gli unici giocatori dei Mets ad avere il numero di maglia ritirato dalla franchigia.
Seaver debuttò come Mets nel 1967, venendo premiato come Rookie dell'anno della National League. Nel 1969 condusse la franchigia alla prima vittoria delle World Series della sua storia, guidando la lega con 25 vittorie e vincendo il primo dei suoi tre Cy Young Award. Si classificò inoltre secondo dietro a Willie McCovey nel premio di MVP della National League. Il 9 luglio di quella stagione, davanti a una folla di 59.000 spettatori allo Shea Stadium lanciò 8 inning e 1/3 perfetti contro i Chicago Cubs. La sua possibilità di disputare una partita perfetta fu rovinata dall'esterno rookie Jimmy Qualls che concesse una facile valida sul lato sinistro del campo. A fine anno, Seaver fu premiato come sportivo dell'anno da Sports Illustrated.
In carriera, Seaver giocò anche con i Cincinnati Reds (1977-1982), i Chicago White Sox (1984-1986, con cui raggiunse le 300 vittorie in carriera) e i Boston Red Sox (1986). È uno dei soli due lanciatori (l'altro è Walter Johnson) ad avere collezionato 300 vittorie, 3 000 strikeout e ad avere una media PGL inferiore a 3,00. Nel 1999, The Sporting News lo inserì al 32º posto nella classifica dei migliori cento giocatori di tutti i tempi.
Morì il 31 agosto 2020, all'età di 75 anni, vittima del Coronavirus: qualche tempo prima gli era anche stata diagnosticata una malattia neurodegenerativa.

## Palmarès

### Club
- World Series: 1

New York Mets: 1969

### Individuale
- Rookie dell'anno della National League - 1967
- MLB All-Star: 12

1967–1973, 1975–1978, 1981
- Cy Young Award: 3

1969, 1973, 1975
- Leader della National League in vittorie: 3

1969, 1975, 1981
- Leader della MLB in media PGL: 3

1970, 1971, 1973
- Leader della National League in strikeout: 5

1970, 1971, 1973, 1975, 1976
- Giocatore del mese della National League: 4

giugno 1975, aprile e agosto 1977, settembre 1981
- Giocatore della settimana: 6

(NL) 15 giu. e 7 set. 1975, 17 apr. 1977, 18 giu. 1978, 1 lug. 1979, (AL) 4 ago. 1985
- Numero 41 ritirato dai New York Mets
- Club delle 300 vittorie